# مارینا پوشکاروا
مارینا پوشکاروا (انگلیسی: Marina Pushkareva؛ زادهٔ ۲۴ اوت ۱۹۸۹) بازیکن فوتبال اهل اتحاد جماهیر شوروی سوسیالیستی است.
وی همچنین در تیم ملی فوتبال زنان روسیه بازی کرده‌است.